# San Martín del Río
San Martín del Río é um município da Espanha na província de Teruel, comunidade autónoma de Aragão. Tem 16,6 km² de área e em 2021 tinha 137 habitantes (densidade: 8,3 hab./km²).

## Demografia
| Variação demográfica do município entre 1991 e 2004 | Variação demográfica do município entre 1991 e 2004 | Variação demográfica do município entre 1991 e 2004 | Variação demográfica do município entre 1991 e 2004 |
| --------------------------------------------------- | --------------------------------------------------- | --------------------------------------------------- | --------------------------------------------------- |
| 1991                                                | 1996                                                | 2001                                                | 2004                                                |
| 351                                                 | 312                                                 | 269                                                 | 255                                                 |